# Конституция Аргентины
Конституция Аргентины — основной закон Аргентинской Республики.

## История
Конституция была принята в 1853 году. В нее многократно вносились изменения: в 1860, 1866, 1898, 1949, 1957 годах. Последняя масштабная реформа была проведена в 1994 году. 

## Основные положения
Конституция состоит из преамбулы, 129 статей и переходных правил. Статья 1 устанавливает республиканскую форму правления и федеративное государственное устройство, статья 2 — правительственную поддержку католической церкви, статья 25 — поощрение иммиграции из Европы (но не из других частей света).